# Cẩm Thạch (phường)
Cẩm Thạch là một phường thuộc thành phố Cẩm Phả, tỉnh Quảng Ninh, Việt Nam.
Phường Cẩm Thạch có diện tích 5,78 km², dân số năm 1999 là 10530 người, mật độ dân số đạt 1822 người/km².